# Юнаків Микола Леонтійович
Мико́ла Лео́нтійович Юнаків (6 грудня 1871, м. Чугуїв, нині Харківська область — 1 серпня 1931, м. Тарнів, Польща) — український військовий та громадський діяч, генерал-полковник, один з найвищих рангом генералів української армії, син генерала російської армії, що походив із Бузького козацького війська, родом з Чугуєва на Харківщині.

## Життєпис
Микола Юнаків народився 6 грудня 1871 року в місті Чугуєві. Його батько Леонтій Юнаків (1838-1905) був генерал від інфантерії російської армії, дід був полковником Бузького козачого війська. Про своє походження Микола Юнаків написав у вересні 1927 року в листі до генерал-хорунжого Михайла Садовського: 
| «Дід мій, як мені відомо, був полковником Бужського козацького війська, що на старість осівся біля містечка Новий Буг на Херсонщині у місці збігу р. Інгулу з р. Сагайдаком. Там він мав досить велику власність, яка потім перейшла у спадщину до мого батька, де я ще хлопчиком не один раз бував. Прізвище моє складається з коріня «юнак» та приставки «ів». Корінь, звичайно, слов'янський (український, сербський, болгарський, польський, але в жодному разі не московський). Приставка ж є або наслідком примусового обмосковлення, яке, як відомо, часто практикувалося в Росії у XVIII-му столітті, або є звичайним українським придатком до коріня прізвища якогось з моїх предків у значенні — «юнаків син», що також було звичайним частим явищем в Україні. Мати моя була родом із Харківщини з давнього українського роду Пісоцьких. Щоправда, була вона несвідомою, але стихійною українкою, називала себе «малоросіянкою», але все життя підтримувала в своїх дітях любов до нашої рідної мови, пісні, рідного вкраїнського національного вбрання, рідних звичаїв й мистецтва. До самої смерти з замилуванням згадувала вона той випадок, коли повернувшись по довгій відсутності додому до Чугуєва, зустріла мене в тому стані, коли я вже почав говорити, і що першим моїм реченням, зверненим до неї було: «та де ж це ви були так довго...»[1] |

Під час служби в РІА

Закінчив Орловський Бахтіна кадетський корпус (1882 —1889), 1-е Павловське військове училище (1891) у званні фельдфебеля. Після чого проходив службу в Семенівському лейб-гвардії полку з 1891 до 1895 року.
У 1894 — 1897 роках навчався в Миколаївській військовій Академії Генерального штабу Російської імперії у Петербурзі. З 1897 до 1907 року займав посади при Генеральному штабі. Так у 1897 — 1898 роках, у званні штабс-капітана, був при штабі Санкт-Петербурзького військового округу, в жовтні-грудні 1898 року Микола Юнаків старший ад'ютант штабу 37-ї піхотної дивізії. У 1898 — 1904 року викладає в офіцерській стрілецькій школі у Оранієннбаумі. У 1901 році присвоєно звання підполковник. Переведений у 147-й піхотний Самарський полк. У 1904 — 1905 роках Микола Юнаків штаб-офіцер при управлінні 53-й резервної піхотної бригади. З 1905 до 1907 року  — начальник штабу 1-го округу окремого корпусу Прикордонної варти. У 1906 році присвоєно звання полковник.
Юнаків захистив дисертацію на тему «Похід Карла XII в Україну в 1708-9 роках» (1907), після чого був призначений екстраординарним професором та завідувачем кафедри російської воєнної історії. Як воєнний історик, Юнаків спеціалізувався на історії Північної війни, зокрема на історії операцій шведської армії в Україні 1708 — 1709. Вислідом його дослідної праці в цій ділянці був 2-томник про війну 1707 — 1709 pp. «Северная война. Кампания 1708 — 1709 гг.» (Труды ИРВИО, т. II, IV. СПб. 1909) і «Северная война. Военные действия на левом береге Днепра (ноябрь 1708 — июль 1709)» (Труды ИРВИО, т. II. СПб. 1909), що його Юнаків упорядкував з А. Байковим.
У 1912 році Миколі Юнаківу присвоєно звання генерал-майор. З 9 лютого до 29 липня 1914 року командував 1-ю бригадою 37-ї піхотної дивізії.

### Перша світова війна
За першої світової війни Юнаків безперервно знаходився на Південно-Західному фронті, обіймав посади командира бригади, начальника штабів 25-го армійського корпусу, 4-ї армії, командира 7-го армійського корпусу, командувача 4-ї армії, якою командував генерал О. Рогоза, згодом міністр військових справ за Гетьманату. 10 квітня 1916 року присвоєно звання — генерал-лейтенант.
Після утворення Української Центральної Ради підтримав український національний рух, сприяв українізації частин, зокрема, у 7-му корпусі на Румунському фронті; за що у грудні 1917 усунений з посади більшовицьким наркомом Миколою Криленком і направлений у розпорядження голови Реввійськради Льва Троцького. З жовтня 1917 року — Командувач 8-ї армії Румунського фронту. У Києві отримав нове призначення — командувача 8-ї армії Румунського фронту. У складний період розпаду російської армії доклав багато зусиль для збереження боєздатності молодих українських формувань.

### На службі в українській армії
В українській армії разом з іншими генералами російської армії, що в листопаді 1917 підпорядкувалися Генеральному військовому комітетові Центральної Ради під головуванням С. Петлюри після того, як більшовики знищили Ставку головнокомандувача російської армії в Могилеві на Білорусі та вбили генерала Духоніна.

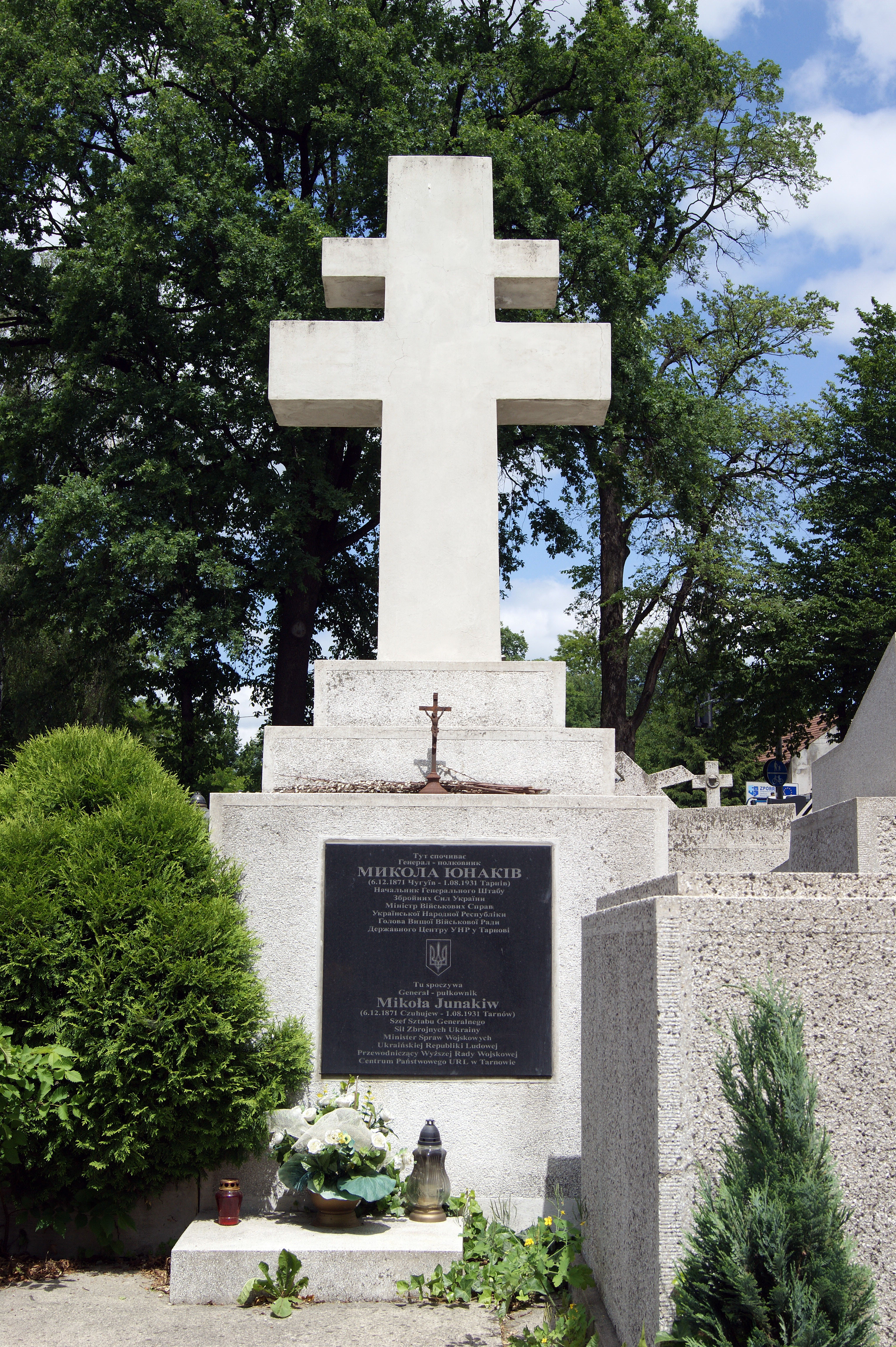
Юнаків Микола Леонтійович, могила, Міський цвинтар Тарнув-Кшиж, Польща

У Дієвій Армії УНР Юнаків очолював Головну шкільну управу військового міністерства, а 11 серпня 1919 був призначений шефом Штабу Головного Отамана об'єднаних українських армій УНР та ЗУНР (для спільних дій об'єднаних сил українських армій сформовано Штаб Головного отамана (ШГО), який об'єднав штаб Дієвої армії та Начальну команду Галицької армії, начальником штабу став генерал М.Юнаків, квартирмейстером — представник УГА генерал В.Курманович, начальником оперативного відділу — референт Є.Петрушевича з військових питань, підполковник К.Долежаль). За участю Юнаківа було розроблено і блискуче проведено у серпні 1919 військову операцію з визволення від більшовицьких військ Правобережної України і звільнення Києва.
У 1920 призначений військовим радником Української дипломатичної місії у Варшаві. Брав участь у переговорах з Ю. Пілсудським, підготовці військово-політичних угод 1920, зокрема Варшавського договору 1920. 1920 року Юнаків короткочасно очолював Військове міністерство в уряді Андрія Лівицького, а потім Вищу військову раду УНР при Головному Отаманові С. Петлюрі.
Після поразки перших визвольних змагань — на еміграції у Польщі. Був членом Ради Українського Центрального комітету в Польщі, очолював Українське військово-історичне товариство та був членом редакційної колегії його друкованого органу — часопису «За Державність».
Через важку хворобу з 1927 року відійшов від активної громадської діяльності. Мешкав у Тарнові (Польща), де й помер 1 серпня 1931 року. Похований в Тарнові на Військовому цвинтарі № 203.
Залишив автобіографічні «Матеріали для мого життєпису» (Тризуб. — ч. 289—290. — 1931).

## Вшанування пам'яті
- У Львові, на честь Миколи Юнаківа названо вулицю[3][4].